# Радиоастрономическая обсерватория «Бадары»
Радиоастрономическая обсерватория (РАО) «Бадары» расположена в урочище Бадары Тункинского района республики Бурятия, Россия. Введена в опытную эксплуатацию в 2005 году. Является подразделением Института прикладной астрономии РАН (ИПА РАН) — Иркутский отдел.
Данная обсерватория является третьей из трёх наблюдательных пунктов радиоинтерферометрической сети «Квазар-КВО»; остальные две станции сети «Квазар-КВО» — «Зеленчукская» (Карачаево-Черкесия) и «Светлое» (Ленинградская область).
В 1,5 км на юго-западе находится Радиоастрофизическая обсерватория «Бадары».

## Руководители обсерватории
- 2005—2011: Сергеев Роман Юрьевич.
- 2011: Дзюба Дмитрий Николаевич (и. о.)[2].
- с 2011: Шпилевский Владимир Владиславович (и. о.)[3].
- Олифиров Валерий Григорьевич[4].

## Инструменты обсерватории
- РТФ-32 — полноповоротный прецизионный радиотелескоп с диаметром главного зеркала D = 32 м и фокусным расстоянием F = 11,4 м; рабочий диапазон длин волн от 1,35 до 21 см; антенная система — модифицированная схема Кассегрена. Конструкция РТФ-32 разработана ЦНИИПСК им. Н.П. Мельникова[5][6].
- РТ-13 — 13-метровый радиотелескоп, построен в 2014 году.
- WXT510 (Vaisala) — автоматическая цифровая метеостанция.
- Javad GNSS Delta-G3T — GPS/ГЛОНАСС-приёмник.

## Направления исследований
- РСДБ-наблюдения в рамках сетей IVS и «Квазар-КВО»
- астрометрические и геодинамические наблюдательные программы